# F. A. Sarg’s Sohn & Co.
F. A. Sarg’s Sohn & Co. war ein chemisches Unternehmen in Liesing südlich von Wien, das Mitte des 19. Jahrhunderts durch Milly-Kerzen und Glycerin-Toilette-Artikel Bedeutung erlangte. Die Produktionsstätte wurde 1854 von der Milly-Kerzen-Fabriks-Gesellschaft errichtet, 1858 von Friedrich Albert Sarg ersteigert und gemeinsam mit seinem Sohn Carl weiterbetrieben. Die Eigentümer entwickelten 1860 die durchsichtige Glycerin-Seife und stellten ab 1874 das Wachsprodukt Ceresin her. 1887 brachten sie „Kalodont“, die weltweit erste Zahnpasta in Tuben auf den Markt. 1925 erfolgte die Übernahme durch die Georg Schicht AG, die den Firmennamen bis 1929 weiterführte. Seit der anschließenden Fusion mit dem Seifenhersteller Lever Brothers zu Unilever sind die Produktnamen verschwunden.

## Milly-Kerzen-Fabriks-Gesellschaft

Fabrik in Liesing (um 1900), im Vordergrund die Trasse der Südbahn

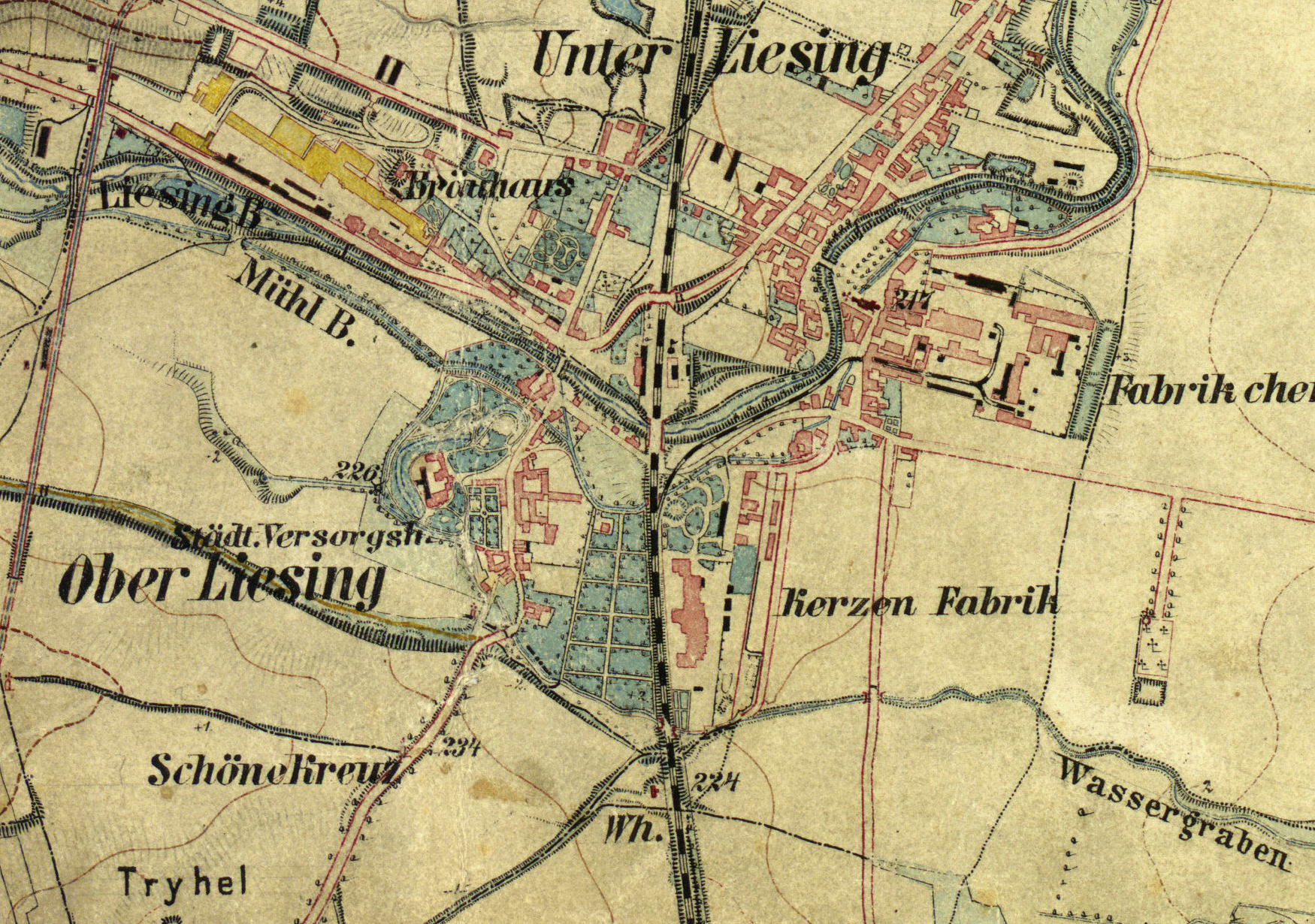
Das Gelände der Sarg-Werke („Kerzenfabrik“) in Liesing um das Jahr 1872 (Ausschnitt aus dem Aufnahmeblatt 1:25.000 der Landesaufnahme)

Die Entwicklung der Stearinkerze fand in Frankreich statt und hatte es dort seit der Erfindung durch Eugène Chevreul und Joseph Louis Gay-Lussac bereits zur Industrietauglichkeit gebracht. Die Verleihung einer prestigeträchtigen Silbermedaille auf der Pariser Industrieausstellung 1834 ebnete Adolphe de Milly den Weg für eine Vermarktung über die Landesgrenzen hinaus. Mit seiner Unterstützung gelang es Gustave de Milly, die nach ihm benannten Milly-Kerzen in Österreich-Ungarn einzuführen. Die Genehmigung zur Errichtung einer Fabrik in der Wiener Vorstadt Wieden trägt das Datum 7. Juli 1837; die definitive Gründung der Milly-Kerzen-Fabriks-Gesellschaft konnte erst am 16. Dezember 1839 erfolgen – zeitgleich mit dem erlangten Privileg zur Seifenherstellung.
Die Ausgangssituation war günstig: Die hochpreisigen „Stearique-Kerzen“ des Seifensieders Josef Schreder fanden keinen zufriedenstellenden Absatz. Eine Konkurrenz bildete demnach nur das billige Margarinkerzen produzierende Unternehmen der Gebrüder Schrader. De Milly arbeitete nach der Methode seines Bruders und gründete im September 1838 eine Aktiengesellschaft mit einem Kapital von 240.000 Gulden. Ausschlaggebend für den niedrigeren Preis seiner hochwertigen Kerzen war sicherlich auch, dass er den Talg nicht von den Seifensiedern, sondern direkt von den Fleischern bezog und dann das Ausschmelzen selbst vornahm.
Mit der Einrichtung einer Kerzenfabrik im ehemaligen Apollosaal trat 1840 ein ernstzunehmender Wettbewerber auf den Plan: die Erste österreichische Seifensieder-Gewerks-Gesellschaft „Apollo“. Zu den Gründungsmitgliedern zählte auch Josef Schreder, der noch im selben Jahr Anspruch auf das Erstprivileg erhob. Im Rechtsstreit unterlag zuerst er, dann de Milly. Schließlich erwirkte man 1843 ein „freiwilliges außergerichtliches Übereinkommen“: Die Milly‘sche AG hatte die Prozesskosten und eine Entschädigung von 7.000 Gulden zu zahlen. Beide Gegner durften ihr Unternehmen weiterführen und ihre Erzeugnisse wie zuvor „Apollo“- und „Milly“-Kerzen nennen.
Die Kapitalerhöhung im Mai 1852 erlaubte im Jahr 1854 eine Vergrößerung des Unternehmens durch den Bau einer neuen Fabrik im Vorort Liesing. Dort sollten beide Wiedener Fabriken, die Milly-Kerzen- und Seifenfabriken sowie die Belvederelichterfabrik, zusammengeführt werden. Ob sich de Milly zu diesem Zeitpunkt bereits aus dem Unternehmen zurückgezogen hatte, ist ungewiss. Ein 1854 veröffentlichtes Firmenverzeichnis führt als zeichnende Direktoren lediglich Heinrich Pfitzner und Franz Beckers auf. Der Beschluss der Generalversammlung der Aktionäre vom 1. März 1858 führte zur Liquidation der Stearinkerzenfabrik.

## F. A. Sarg’s Sohn & Co.
Den Zuschlag bei der öffentlichen Versteigerung der Produktionsstätte auf dem Gelände der früheren Groißmühle, südöstlich des Bahnhofs Liesing an der Südbahn, erhielt 1858 Friedrich Albert Sarg aus Frankfurt am Main. Ihm stand sein Sohn Carl Sarg zur Seite. Gemeinsam gelang es beiden, die Fabrik zu einem Musterbetrieb auszubauen. Hierbei konnte Sarg jun. die Kenntnisse und Erfahrungen verwerten, welche er während seiner Studien bei Justus von Liebig erworben hatte.
In der Toilettenseifen- und Kalodont-Fabrikation waren um 1900 circa 60 Mitarbeiterinnen beschäftigt. Die Gesamtzahl der Arbeiter betrug 300, die Hälfte davon Männer. In seiner Blütezeit beschäftigte das Werk rund 480 Personen. Die Fabrik besaß eine Feuerwehr und Arbeiterhäuser für zwanzig Familien. Für die notwendigen Reparaturen war eine eigene Werkstatt vorhanden.
Das Unternehmen hatte ein Verkaufsgeschäft (Comptoir) in Wien 4 (Wieden), Schwindgasse 7, dessen Adresse in Inseraten der Zeit aufscheint und dessen Gebäude auch als Wohnsitz von Familienmitgliedern diente. Der Bau steht unter Denkmalschutz und wird vom Bundesdenkmalamt als „Haus Sarg“ bezeichnet. Es handelt sich um ein 1873 von Claus und Gross erbautes Palais mit großen korinthischen Pilastern, vasenbekrönter Attika und einem Foyer mit Pilastergliederung, im Treppenhaus geschmücktem Estrich (Paviment) und Majolikabecken.
Der Betrieb musste nach dem Ersten Weltkrieg eingeschränkt werden. Der Sohn von Carl Sarg, der ebenfalls diesen Namen trug, verkaufte das Werk 1925 an die Schicht AG. Diese wiederum wurde Teil der Unilever. 1929 wurde der große Schornstein gesprengt. Auf Teilen des Geländes wurde eine Produktion weitergeführt. Teile des Werksgeländes waren mit Produktionsrückständen wie Säuren kontaminiert, welche das Schuhwerk angriffen. Kindern wurde es verboten, auf den Gründen zu spielen. Das Betriebsgelände des Unternehmens wurde „Sarg-Gründe“ genannt. Es wurde 1959 in Grundstücke von 500 bis 2000 m² geteilt, auf diesen Grundstücken wurden Familienwohnhäuser gebaut.

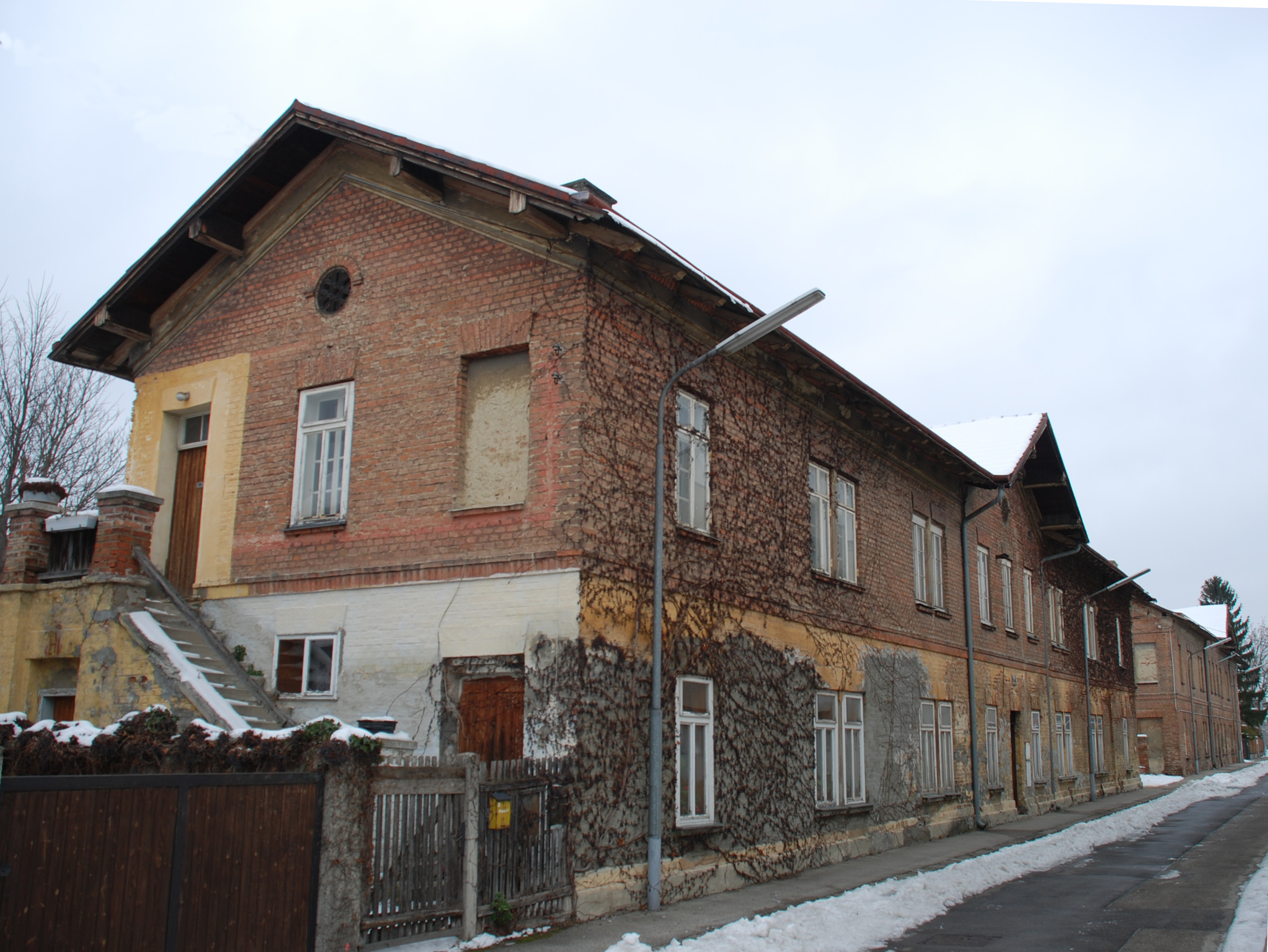
Bestand bis 2014: Wohnhäuser für Mitarbeiter der Sarg-Werke, Alois-Dachs-Gasse Nr. 6 und 8.

Als Reste der Anlage bestehen noch Wohnhäuser: Zwei davon befanden sich bis 2014 in der Alois-Dachs-Gasse, sie sind abgetragen. Zwei weitere Bauten des Unternehmens wurden 1870/1880 als Fabriksbauten errichtet und später als Wohnhäuser adaptiert. Sie befinden sich in der Karl-Sarg-Gasse 28 und der Nusching-Gasse 12. Es handelt sich um zweistöckige Sichtziegelbauten mit kreuzförmigem Grundriss, die im Mittelteil einen turmförmigen Aufsatz tragen. Die Fassaden sind durch Risalite und Lisenen gegliedert. Das Haus in der Nuschinggasse wurde auch von einem Optik-Unternehmen genützt. Die im Osten des Werksgeländes liegende heutige Alois-Dachs-Gasse hieß früher Arbeitergasse, sie wurde 1957 umbenannt.
Das im Alltag manchmal als Direktionshaus der Fa. Sarg bezeichnete mehrstöckige Haus gegenüber der Einmündung der Karl-Sarg-Gasse in die Ketzergasse gehörte (wie die noch weiter südlich liegende Produktionshalle) nicht zu diesem Unternehmen, sondern zum Unternehmen „Accumulatoren-Werke System Pollak AG, Zweigniederlassung Wien“, eines Unternehmens aus Frankfurt am Main, dessen Werk 1898 an der Grenze zu Liesing in Perchtoldsdorf errichtet worden war.

## Carl Sarg

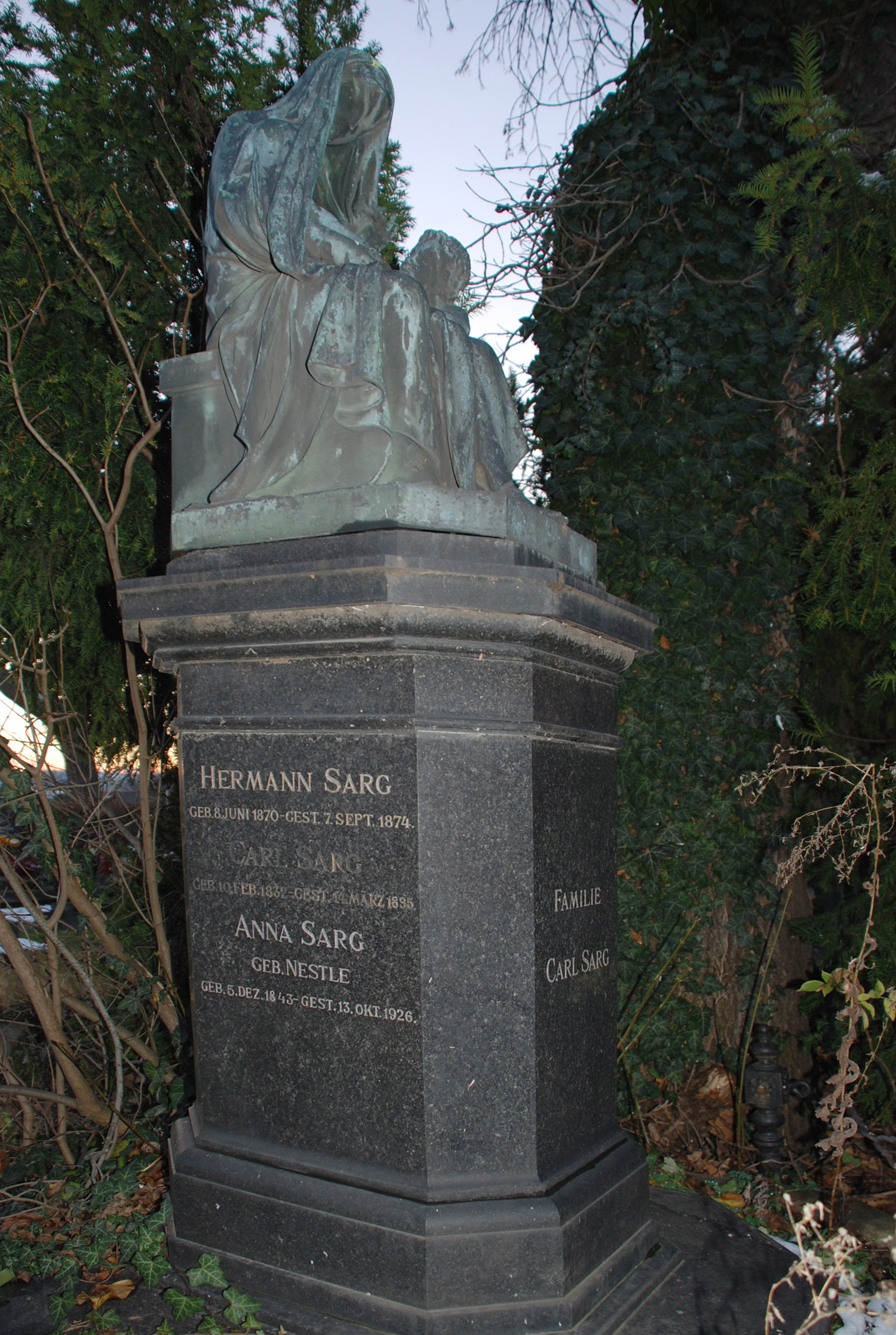
Grabmal der Familie Carl Sarg, am Friedhof Liesing (Gruppe 4 Gruft Nr. 5)

Carl Sarg (* 10. Februar 1832; † 14. März 1895) war mit Anna geb. Nestle (* 5. Dezember 1843; † 13. Oktober 1926) verheiratet. Gemeinsam hatten sie mehrere Kinder: Carl jun., Anna die später Miska Bauer ehelichte, Lilly, Frieda und Olga Sarg.
Außer seiner Position als Chef des Unternehmens F. A. Sarg’s Sohn & Co. war er im Verwaltungsrat der k.k. priv. österr. Länderbank, der Österreichisch-Alpinen Montangesellschaft, der Trifailer Kohlenwerks-Gesellschaft und der Actien-Gesellschaft der Brauerei Liesing.
Er wurde für seine Verdienste zum kaiserlichen Rat ernannt, hielt den Titel eines Kommerzialrates, wurde zum k.u.k. Hoflieferanten ernannt und wurde unter anderem zum Ritter des Franz-Joseph-Ordens geschlagen. Nach kurzer Krankheit verstarb er mit 63 Jahren am Nachmittag des 14. März 1895 und wurde nach evangelischem Ritus auf dem Ortsfriedhof zu Liesing in der Familiengruft zur Ruhe beigesetzt.
Die Straße am ehemaligen Firmengelände entlang wurde später nach Carl Sarg Karl-Sarg-Gasse benannt. Sie beginnt bei der Breitenfurter Straße, führt mit einer Fußgängerbrücke über die Liesing und weiter nach der Kreuzung mit der Franz-Parsche-Gasse durch das ehemalige Werksgelände zur Ketzergasse.

## Produkte des Unternehmens

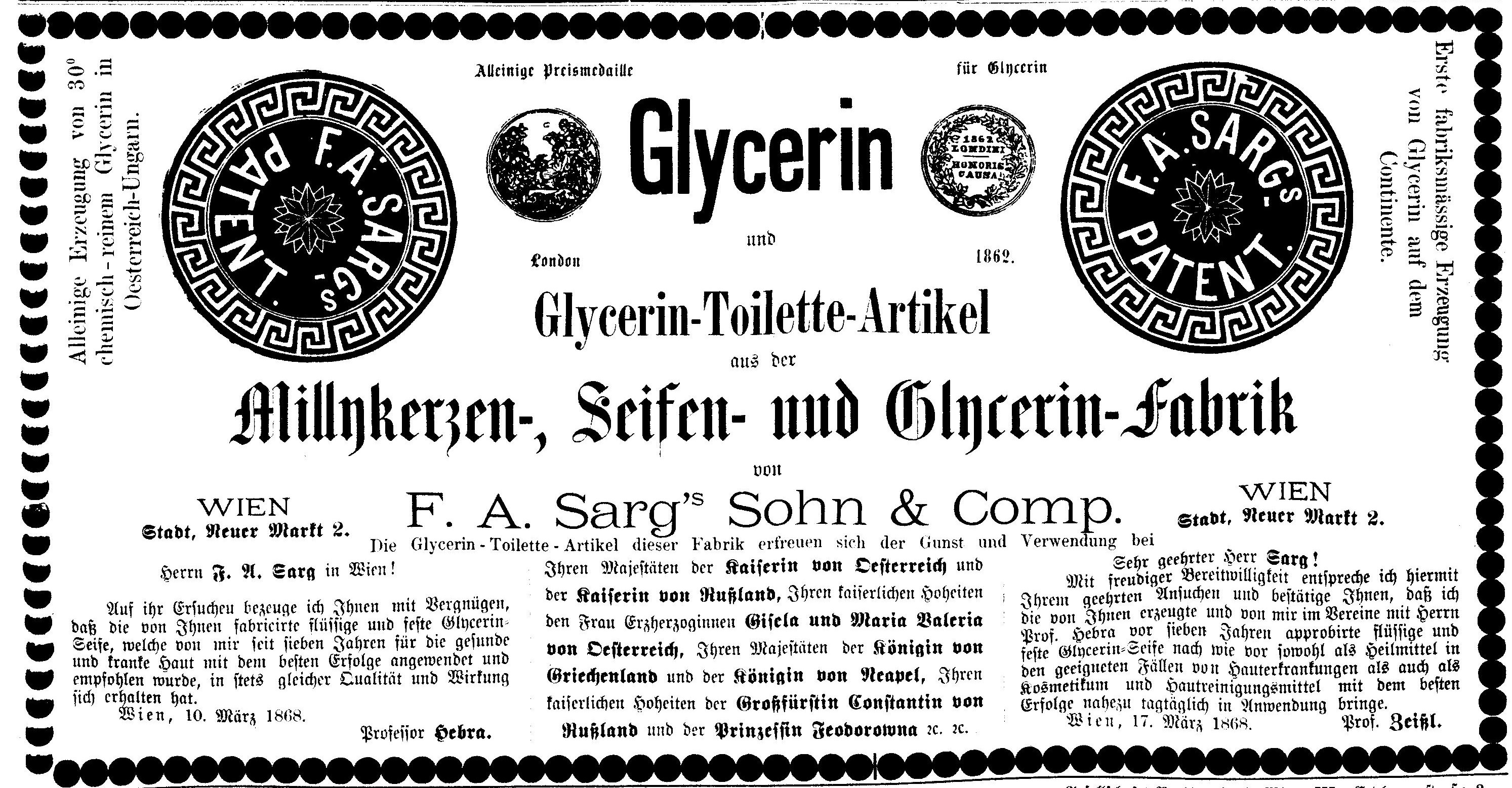
Zeitungsannonce von F. A. Sarg’s Sohn & Co. (1872)

In vier Autoklaven à circa 2000 Kilogramm Inhalt wurde die zur Fabrikation nötige Fettmenge verseift und hierauf in großen, mit Blei ausgeschlagenen, circa 6000 bis 8000 Liter fassenden Reservoiren zersetzt. Die Fettsäuren wurden gewaschen und nach der Verfestigung durch acht Kalt- und sieben Warmpressen in feste und flüssige getrennt. Das Stearin wurde nach der Klärung auf circa 70 Kerzenmaschinen vergossen. Ein Teil der Fettsäure wurde destilliert, wozu neun Destillationsblasen dienten.
Das Glycerin wurde in zwei mächtigen Vakuumapparaten eingedampft und danach durch Spodiumfilter, deren es 15 in der Fabrik gab, geleitet und danach in vier Destillationsblasen auf Qualität und Reinheit gebracht. In vier großen Seifensiedekesseln wurde die Hausseife hergestellt. 40 eiserne Formen dienten zum Gießen der Seifenstränge, worauf sie durch entsprechende Maschinen in handliche Stücke geschnitten und gestanzt wurde.
Das zur Ceresingewinnung erforderliche Rohmaterial Ozokerit wurde in sechs eisernen Rührern mit Schwefelsäure verarbeitet, das hierbei resultierende Ceresin wurde durch hydraulische Filterpressen von den Unreinheiten befreit und in weißer und gelber Farbe und verschiedenen Formen in den Handel gebracht. Aus dem Kunstwachs wurden auch Weihnachtskerzen erzeugt. Die in den Pressrückständen enthaltenen Wachsreste wurden durch Extraktion rückgewonnen. Das Ceresin wurde Exportartikel.
Carl Sarg führte auch die Margarinefabrikation in Österreich ein. Diese musste jedoch bald wieder aufgegeben werden. Das künstliche Speisefett „Ceres“ (nicht mit Ceresin zu verwechseln) wurde erst ab 1905 von der Firma Johann Schicht vertrieben.

### Kalodont

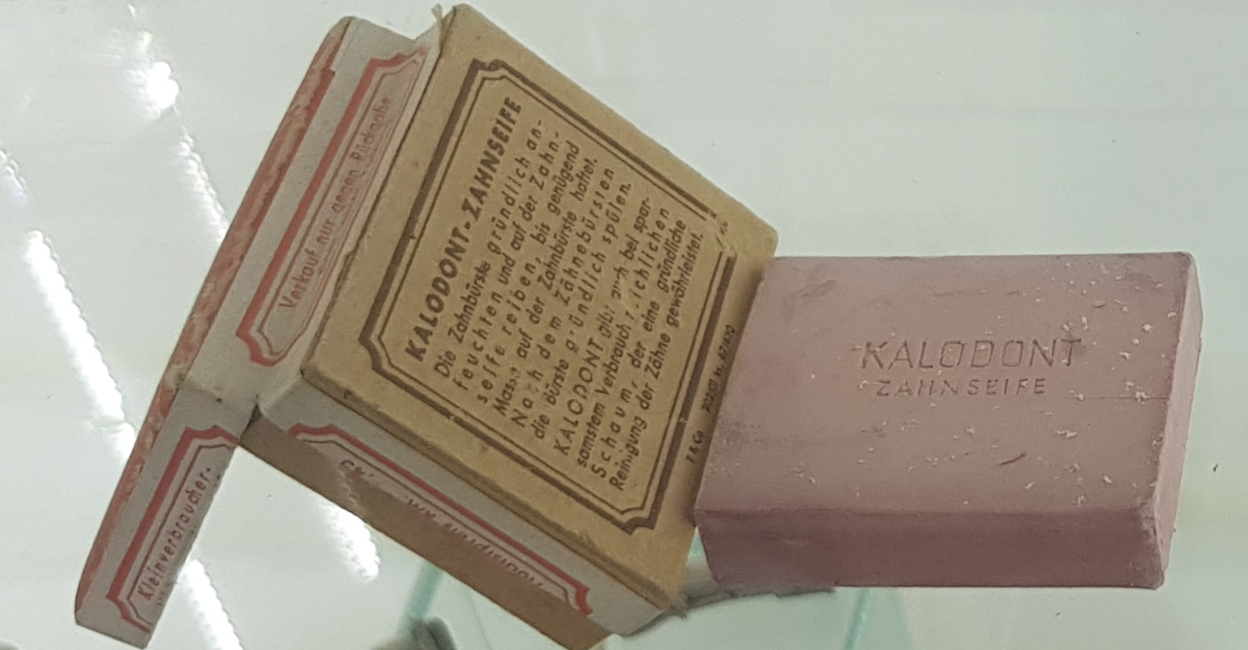
Kalodont-Zahnseife.

Werbung für Kalodont Zahnpasta und Seifen von F. A. Sarg’s Sohn & Co. (1908)

Zu den vielen Glycerinartikeln, welche Carl Sarg im Laufe der Zeit auf den Weltmarkt brachte, kam 1887 Kalodont, die weltweit erste Zahncreme in Tuben, welche durch ihre vorzüglichen sanitären Eigenschaften sowie durch ihre praktische Verpackung bis heute das Vorbild für Zahnpasta als Massenprodukt darstellt. Kalodont war fünf Jahre vor Sheffield’s und neun Jahre vor der Zahnpasta von Colgate in Tuben erhältlich. Für die Werbekampagne wurden Künstler wie der Franzose Louis Vallet (1856–1940) engagiert, die bunte Werbekarten zeichneten. Sogar die große Schauspielerin Sarah Bernhardt (1844–1923) warb für Kalodont.
Die Zahnpasta Kalodont war der führende Markenartikel vor dem Ersten Weltkrieg. Der Erfolg der Marke war so groß, dass sich Sarg den Namen 1890 in 34 Staaten schützen ließ. Ein Apotheker in Belgrad verwendete kurz vor dem Ersten Weltkrieg für sein Produkt den Namen Kraschokowic Kalodont. Sarg verlor den Prozess zur Wahrung seiner Namensrechte mit der richterlichen Begründung, Kalodont sei mittlerweile zur Gattungsbezeichnung für Zahncreme überhaupt geworden.
Kalodont wurde bis 1981 vom zum mittlerweile Unilever gehörenden Unternehmen Elida (heute CD) vertrieben. Das kroatische Unternehmen Saponia aus Osijek stellt nach wie vor – wohl auf dem Recht der Gattungsbezeichnung aufbauend – Zahnpasta der Marke Kalodont her.

### Ceresin
1874 wurde die Ceresinfabrikation in der Liesinger Fabrik eingeführt und zwei Jahre später die erste Extraktion davon in Österreich eingeführt. Der Rohwachs oder Ozokerit konnte in Österreich sowie in Galizien gefunden werden. Die Herstellung von Ceresin konnte sich jedoch am Anfang nicht wirklich etablieren.

### Stearinkerzen
Die damalige Fabrikationsmethode der Stearinkerzen zerfiel in vier Hauptprozesse:
1. Darstellung der Fettsäure durch Verseifung der Fette und Zerlegung der Seife.
2. Trennung der festen Fettsäuren durch Kristallisation und Pressung.
3. die Klärung des Stearins.
4. das Kerzengießen.

Von diesen vier Prozessen wurden im Lauf der Zeit die Methoden der Darstellung der Fettseifen und ihrer Zersetzung am stärksten geändert, während die Fabrikationsarten der anderen Gruppen, mit Ausnahme der Kerzengießerei selbst, nahezu gleich blieben. Die Verseifung und Zerlegung der Fette wurde nach dem alten Milly’schen Verfahren vorgenommen. Ein mit Blei ausgeschlagener Bottich wurde mit Talg beschichtet und dieser, nachdem er geschmolzen war, mit 13- bis 14 % Kalkmilch unter beständigem Umrühren und Erhitzen verseift. Nach fünf bis sieben Stunden war die Verseifung vollendet, worauf das in der Seife befindliche Glycerinwasser abgeschieden wurde. Das Glycerinwasser, welches zu verdünnt war, um auf Glycerin verarbeitet zu werden, wurde abgelassen. Hierauf wurde die nun erkaltete feste Seife mit Krampen aus dem Bottich geschlagen, pulverisiert und gesiebt. Die so erhaltene Seife wurde dann durch Schwefelsäure zersetzt.
Das erste was die Sargs einführten, war die Verwendung einer dünneren Kalkmilch für die Verseifung. Durch diese kleine Änderung, damals auch deutschen Fabriken schon bekannt, wurde das beschwerliche Ausschlagen der Bottiche erspart und die Zersetzung leichter und schneller durchgeführt. Auch wurde zu der Zersetzung anstatt Schwefelsäure Salzsäure verwendet, wodurch die lästige und zeitraubende Manipulation mit dem zurückbleibenden Gips entfiel. Nach der Einführung von Hochdruckapparaten zur Verseifung war im Laufe der Zeit wieder auf die Zersetzung mittelst Schwefelsäure zurückgegriffen worden.
Schon bei der Übernahme der Fabrik war es F. A. und Carl Sarg, denen sich auch auf einige Zeit ein deutscher Stearinfabrikant, W. Vollmar aus Offenbach bei Frankfurt am Main anschloss, klar, dass das damalige Verseifungsverfahren veraltet war und durch Verseifung mit Hilfe von Hochdruckapparaten ersetzt werden müsse.
Im Jahre 1835 hatte Friedlieb Ferdinand Runge die Verseifung mit Kalk unter Hochdruck entdeckt, welche jedoch erst im Jahre 1851 von Milly so bedeutend verbessert wurde, dass sie in der Fabrikation eingeführt werden konnte. F. A. Sarg und dessen Sohn wandten sich gleich nach der Erwerbung der Fabrik an die Herren Fouchers und Wright, welche im September 1858 die ersten Hochdruckapparate in Liesing aufstellten. Es wurde damals mit 12 Atmosphären Druck und 1 bis 2 % Kalk gearbeitet. Wenn sich auch diese Apparate am Beginn nicht so bewährten, wie es sich die Anwender wünschten, so war doch der Vorteil gegenüber dem oben beschriebenen alten Verfahren groß. Das Verfahren wurde noch mehrfach geändert, die erzielten Vorteile waren aber nicht mehr so bedeutend wie beim Übergang vom alten Verseifungsverfahren zur Verseifung mit den Hochdruckapparaten.
Die nach der Zersetzung mit Schwefelsäure erhaltenen Fettsäuren wurden gewaschen, durch Kristallisation verfestigt und danach die feste Stearin- und Palmitinsäure von der flüssigen Oleinsäure durch Kalt- und Warmpressen getrennt. Das so erhaltene Stearin wurde durch Kochen mit Schwefelsäure geklärt und hierauf an das Gießen der Kerzen in Handformen geschritten. Beim Gießen selbst ergaben sich zunächst ebenfalls Schwierigkeiten. Die Kerzen gingen schwer aus den Formen, die Köpfe rissen ab, der Docht kam leicht aus seiner Lage usw. Um diese Übelstände zu vermeiden, wurden die Kerzen auf sogenannte „Kerzentische“ gegossen. Bevor man zu gießen begann, brachte man die Formen, in welche vorher der gebeizte Docht eingezogen wurde, in einen Kasten mit doppelten Wandungen, zwischen welche man Dampf einleiten konnte, und erwärmte sie auf 45 Grad Celsius, worauf das Eingießen des Stearins erfolgte. Abgesehen von der umständlichen Erwärmung und Abkühlung der Masse war die Zentrierung des Dochtes nicht zufriedenstellend.
Durch die Einführung von Kerzenmaschinen konnten Kerzen mit gleichmäßigem Aussehen bis zu 100 Stück auf einmal gegossen werden.

### Glycerinseifen
Schon Johann Juncker kannte 1753, dass bei der Destillation der Fette wieder Fette auftreten. Das von Chevreul und Gay-Lussac im Jahre 1825 genommene Patent erwähnte die Destillation der Fette unter Anwendung von Wasserdampf. Jedoch war die Methode noch zu wenig ausgearbeitet, um mit Erfolg angewendet zu werden. Die Temperatur, auf welche die Fettmassen erhitzt wurden, war circa 300 Grad. Dies war viel zu hoch und begünstigte die Bildung von Acrolein. Milly verbesserte zwar später das Verfahren, indem er die Temperatur auf circa 180 Grad verminderte, Augustin-Pierre Dubrunfaut versuchte 1841 ebenfalls die neutralen Fette durch Destillation zu zerlegen, doch glückte dies erst, als die Fettzersetzung mittels Schwefelsäure allgemeine Verbreitung fand und man anstatt der Fette die Fettsäure destillierte. Auch in Liesing bestand schon im Jahre 1858 eine Destillation nach dem alten Verfahren von de Milly und Gay-Lussac. Die damaligen Resultate waren jedoch so, dass das Auflassen der Destillation im Jahre 1858 wesentlich dazu beitrug, die Fabrikationsspesen zu vermindern und das Produkt zu verbessern. Während man in späteren Jahrzehnten bei Destillationen nur von einem Gehalt von 0,5 bis höchstens 1 % unverseifbarem (Kohlenwasserstoff) ausging, enthielt das damalige Produkt weit über 15 % Kohlenwasserstoff. Beim alten Verfahren gefährdeten die entstehenden Dämpfe die Augen der Arbeiter. 1870 wurde in Liesing eine neue Fettdestillation eingerichtete, welche nach und nach verbessert wurde.
Die flüssige Fettsäure, das Elain, wurde durch Filtration vom anhaftenden Stearin befreit und zur Herstellung der Elain- und Millyseife verwendet.
Das bei der Verseifung frei werdende Glycerin wurde 1778 von Carl Wilhelm Scheele beim Bleipflasterkochen entdeckt und von Chevreul, Théophile-Jules Pelouze und Bertholet näher untersucht. Lange Zeit war die Pflasterbereitung die einzige Quelle zur Darstellung des Glycerins. Die große Verdünnung, welche die Glycerinwässer bei dem alten Milly’schen Verfahren hatten, machte es schwer, das Glycerin ohne zu große Kosten daraus zu gewinnen, ganz abgesehen davon, dass es sich beim Erhitzen leicht zersetzte. Auch war die schmutzige Farbe ein Hindernis, um das Produkt, welches vorerst nur pharmazeutische Verwendung fand, im großen darzustellen.
Durch die Einführung der Hochdruckapparate erhielt man konzentrierte Glycerinwässer, die aber bis 1859 als wertlos abgelassen wurden. Eine der wichtigen Einführungen der Sarg’schen Fabrik auf dem Gebiete der Fett-Industrie war die erste fabriksmäßige Gewinnung von Glycerin. Die Erfahrungen, welche man in der Zucker-Industrie gemacht hatte, wurden von Sarg benützt und durch das Eindampfen des Glycerins im Vakuum das Zersetzen vermieden. Um es weiter zu reinigen, wurde es über Tonerde filtriert. Später verwendete man Knochenkohle (Spodium). Wenn dieses Glycerin auch nicht allen Anforderungen der Vorschriften über Arzneiherstellung späterer Zeiten entsprach, so wurde es doch relativ rein hergestellt. Carl Sarg veranlasste seinen alten Lehrer Justus von Liebig, Studien über die Eigenschaften dieses neuen Stoffes zu beginnen. Bald war das Glycerin der Großindustrie zugänglich und wurde zu Schlichtzwecken, bei der Tapetenfabrikation, zum Füllen von Gasuhren usw. und in der Arzneimittelherstellung allgemein eingeführt.
Inzwischen hatte in England die Firma Price das Destillationsverfahren mit überhitztem Wasserdampf zu Glyceringewinnung eingeführt. 1867 führte Sarg dieses als Erster auf dem Kontinent ein. Dadurch wurde die Glycerinfabrikation so verbessert, dass sich die Fabrik in Liesing rühmen konnte, das reinste Glycerin zuerst auf den Weltmarkt gebracht zu haben. Im Jahre 1873 entdeckte Carl Sarg die Kristallisierbarkeit von Glycerin und gründete darauf ein neues Verfahren der Glyceringewinnung.
Einen großen Schritt vorwärts machte die Glycerin-Industrie durch Einführung des Nitroglyzerins in Form von Dynamit in der Sprengtechnik.
Auch die Medizin erkannte bald die vielen hervorragenden Eigenschaften dieses Alkohols. Bahnbrechende Chemiker und Ärzte, unter anderem Justus von Liebig, Friedrich Wöhler, der Entdecker des künstlichen Harnstoffes, Scherzer, der bekannte Novarareisende, Hans von Hebra, Josef Redtenbacher haben die Eigenschaften von Glycerin und aus Glycerin erzeugte Toilettenartikel erforscht.
In der Absicht, den für die Haut angenehmen Stoff praktisch zu verwerten, wurden Versuche gemacht, den Toilettenseifen Glycerin beizumengen. Carl Sarg erfand damit die transparenten Glycerinseifen, welche bald einen der verbreitetsten industriell erzeugten Konsumartikel bildeten. Anfangs wurde der Seife 33 % Glycerin zugesetzt. Später gelang es, die Glycerin-Aufnahmefähigkeit der Seife derart zu steigern, dass ihr über 90 % Glycerin zugesetzt werden konnten, ohne dass sich ihre Festigkeit veränderte. Dieser Artikel, der letzte, den Carl Sarg kurz vor seinem Tod herstellte, ist das Adoucine.

## Bilder

Reste der Sarg-Werke
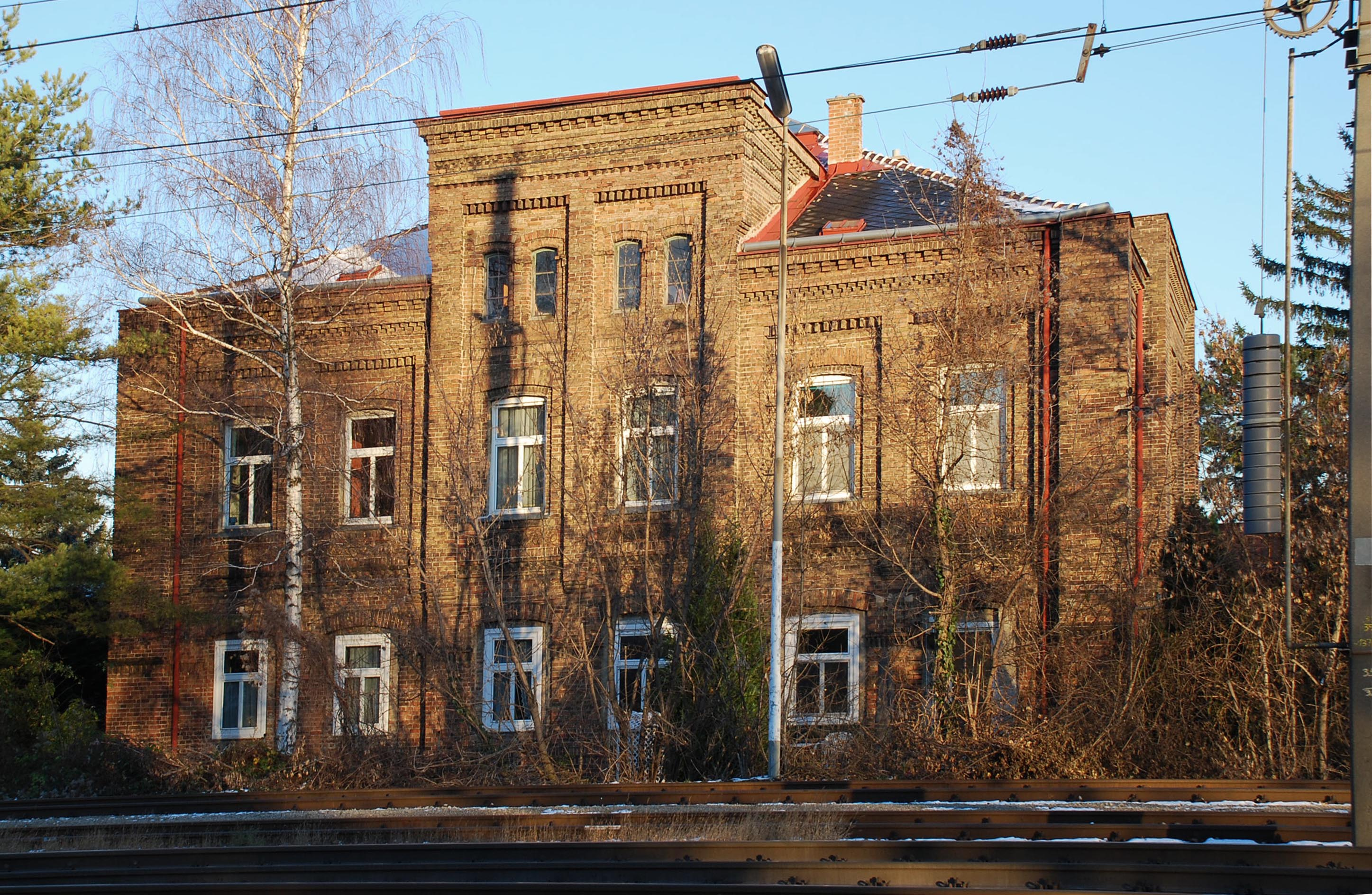
Westfront des südlichen Wohnhauses
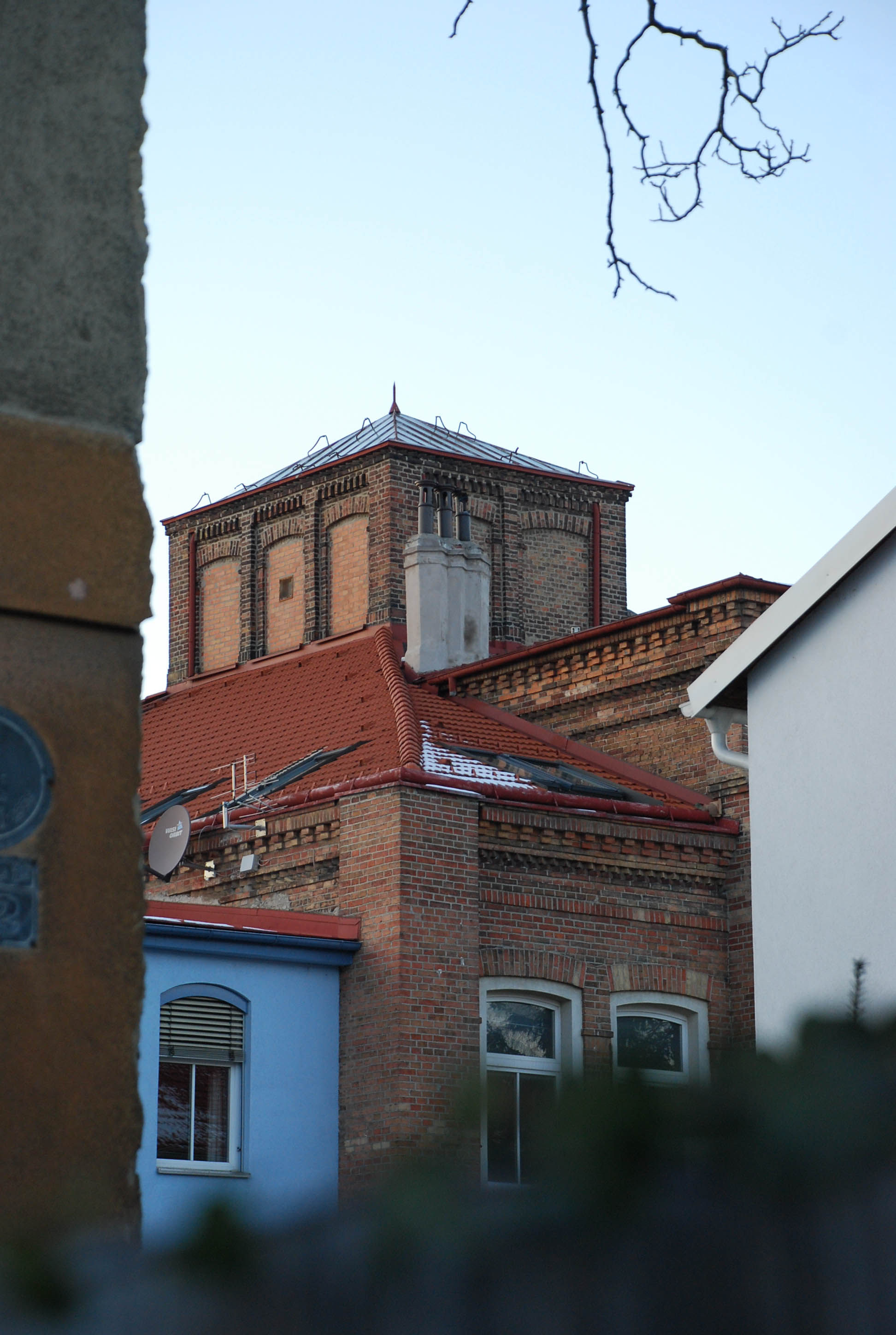
Industriearchitektur (nördliches Haus)
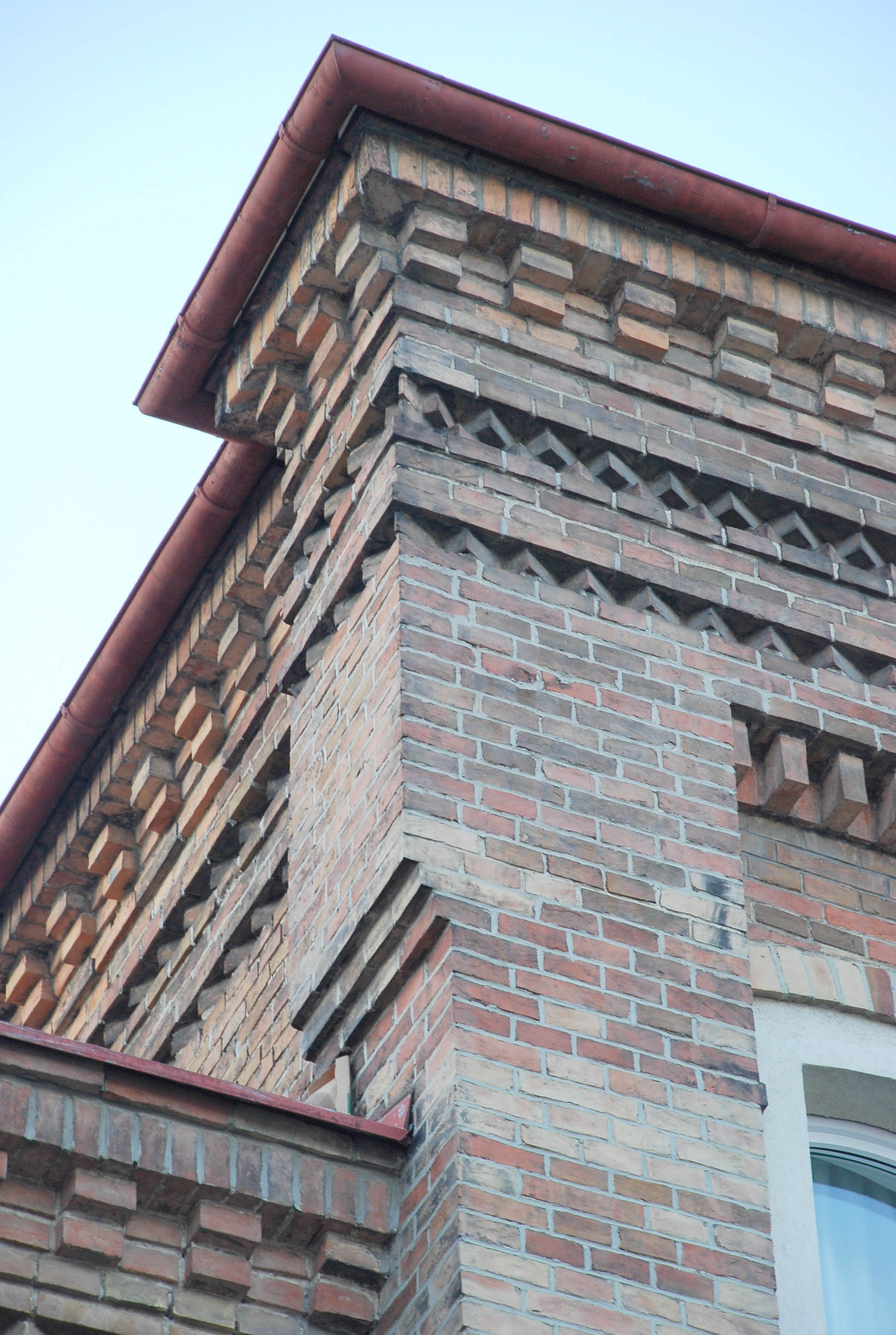
Fassadendetail nördliches Haus
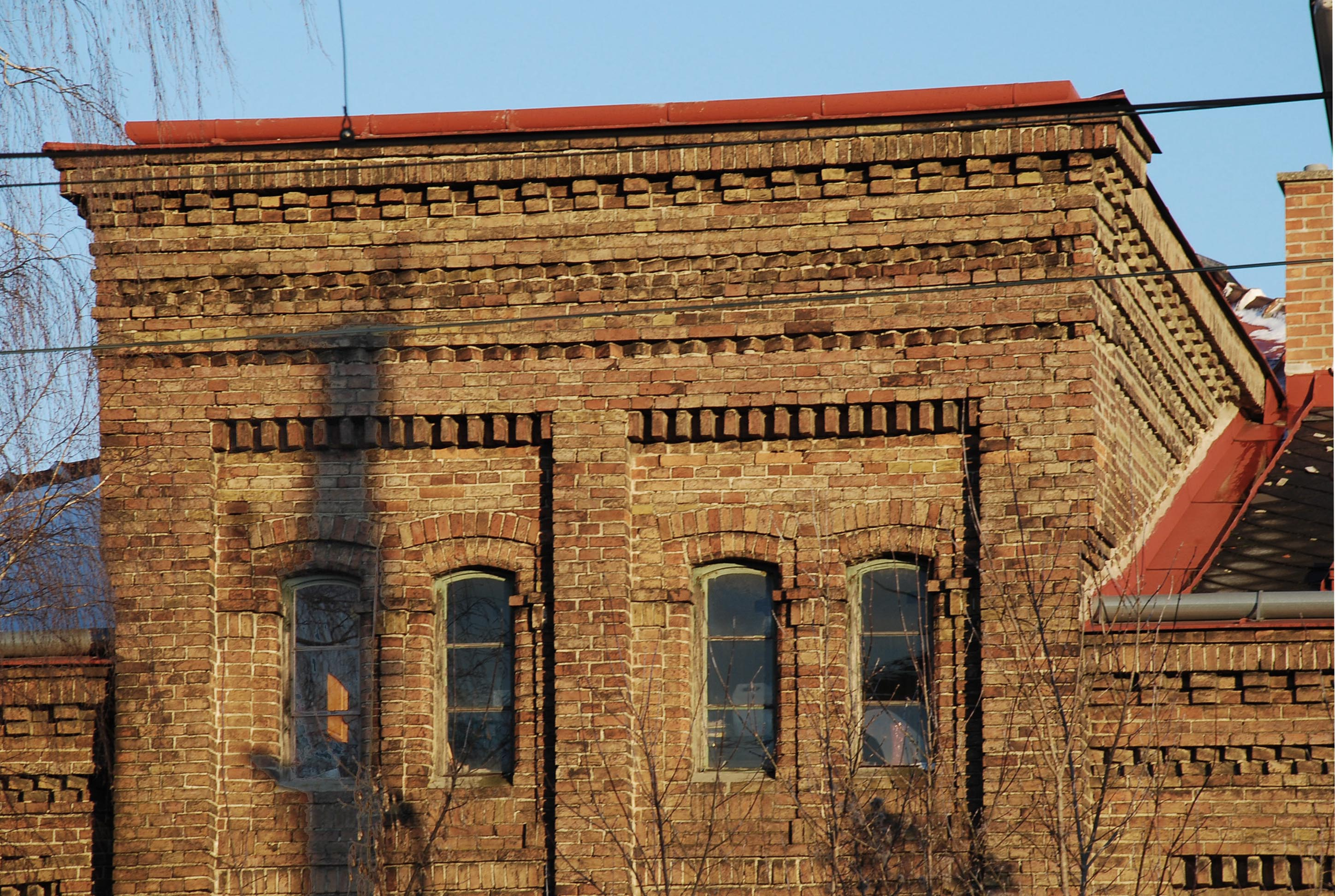
Westfront südliches Haus
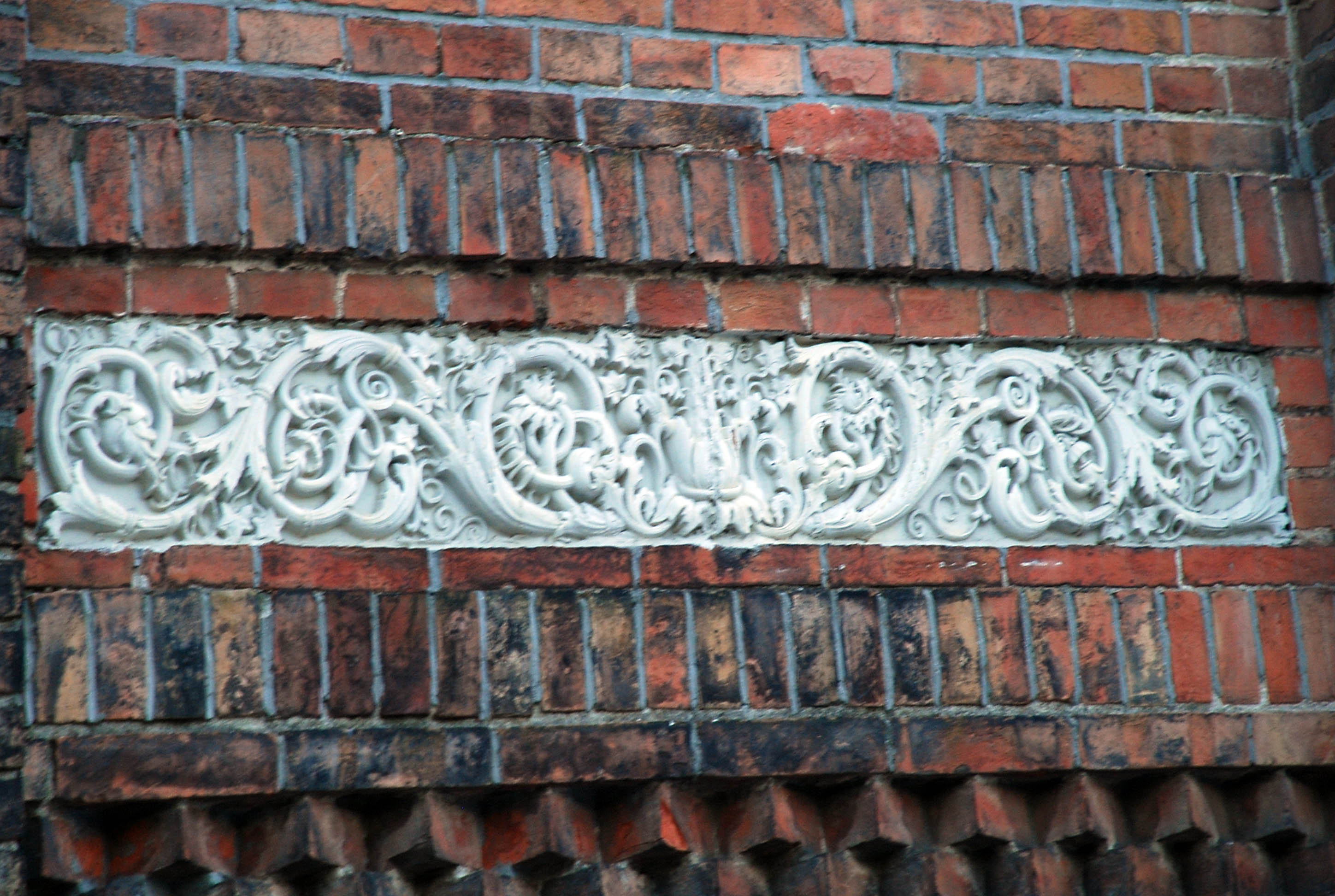
Friese schmücken die Hausfassaden